# Lithocarpus tenuilimbus
Lithocarpus tenuilimbus là một loài thực vật có hoa trong họ Cử. Loài này được H.T.Chang mô tả khoa học đầu tiên năm 1960.